# Концерт для скрипки с оркестром (Регер)
Концерт для скрипки с оркестром ля мажор Op.101 — произведение Макса Регера. Примерная продолжительность звучания 1 час.
Композитор начал работать над концертом в Лейпциге в 1907 году и завершил его весной 1908 года в Кольберге, поставив точку 23 апреля. По собственным словам Регера (из письма к его издателю), он хотел создать произведение классической ясности, с упором на мелодическую стройность, наследующее образцам скрипичного концерта, оставленным Бетховеном и Брамсом. Тем не менее, эта задача пришла в некоторое противоречие с монументальным характером сочинения. Карл Флеш предлагал Регеру ряд сокращений (композитор отверг их), облегчённая версия партитуры (для камерного оркестра) была предложена Рудольфом Колишем.
Концерт был посвящён Анри Марто, который и стал его первым исполнителем 15 октября 1908 года (Оркестром Гевандхауса дирижировал Артур Никиш). В дальнейшем главным пропагандистом произведения стал Адольф Буш, частным порядком сыгравший его самому композитору в январе 1909 года и 14 марта того же года исполнивший его в Берлине с оркестром под управлением автора. Любовь к регеровскому концерту Буш пронёс через всю жизнь, исполнив в 1942 году его американскую премьеру.

## Состав
1. Allegro moderato
2. Largo con gran espressione
3. Allegro moderato